# 505906 Raozihe
505906 Raozihe è un asteroide della fascia principale. Scoperto nel 2011, presenta un'orbita caratterizzata da un semiasse maggiore pari a 2,6503502 au e da un'eccentricità di 0,1048166, inclinata di 12,60023° rispetto all'eclittica.